# Marrano
I marrani (in spagnolo marranos, porci; probabilmente dall'arabo maḥram, che significa "cosa proibita") erano ebrei sefarditi (ebrei della penisola iberica) che durante il Medioevo si convertirono alla religione cristiana, sia con la coercizione come conseguenza della persecuzione degli ebrei da parte dell'inquisizione spagnola, sia per libera scelta, sia per una questione formale. Molti marrani mantennero le loro tradizioni ancestrali, professandosi pubblicamente cattolici, ma restando in privato fedeli all'ebraismo.

## Origine del termine
Con il termine haram (vietato) si indicava tra l'altro la carne di maiale, che ebrei e musulmani non possono mangiare; in spagnolo e in portoghese viene usato come epiteto ingiurioso nei confronti degli ebrei. Per questa ragione in ambito ebraico si usa piuttosto il termine anusim (costretti a forza). Questi conversos (convertiti), come venivano anche chiamati in Spagna, ammontavano a oltre 100.000. Erano noti anche come Cristianos Nuevos in Spagna, Cristãos Novos (Neo-Cristiani) in Portogallo, Conversos in Catalogna, Xuetes (Xua, un termine catalano che faceva riferimento ad una mistura di carne di porco che si dice venisse consumata in pubblico dai Xuetes per dimostrare la sincerità del loro cattolicesimo) nelle isole Baleari.
Con essi la storia della penisola iberica, e indirettamente quella degli ebrei, entra in una nuova fase, poiché furono la causa immediata dell'introduzione dell'inquisizione spagnola e dell'espulsione degli ebrei da tale nazione. I marrani benestanti, che erano intensamente impegnati nel commercio, nelle manifatture e nell'agricoltura, si sposarono con appartenenti a famiglie della vecchia nobiltà; conti e marchesi impoveriti si sposarono senza esitazione con ebree facoltose; accadde anche che conti o nobili di sangue reale si infatuassero di belle ragazze ebree. A partire dalla seconda generazione, i neo-cristiani si sposavano tipicamente con donne del loro gruppo sociale. Essi divennero molto influenti grazie alla loro ricchezza ed alla loro educazione, vennero chiamati a importanti incarichi a palazzo, nei circoli governativi e nelle Cortes; praticavano la medicina e il diritto e insegnavano nelle università, mentre i loro figli giungevano spesso ad alte cariche ecclesiastiche.
Una seconda ipotesi sull'origine di marrano vede la radice spagnola marrar (tagliare in pezzi) alla base del termine.

## Categorie di marrani, in un'ottica religiosa ebraica
I marrani e i loro discendenti possono essere divisi in tre categorie.

### Convertiti per opportunismo
La prima di queste era composta da coloro i quali, privi di qualsiasi vero attaccamento al giudaismo e indifferenti a qualsiasi forma di religione, abbracciarono volentieri l'opportunità di cambiare la loro condizione oppressa di ebrei, in vista delle brillanti carriere che si aprivano loro davanti grazie all'accettazione del cristianesimo. Essi simulavano la fede cristiana, quando ciò tornava a loro vantaggio, e deridevano gli ebrei e il giudaismo. Diversi poeti spagnoli appartengono a questa categoria, come Pero Ferrus, Juan de Valladolid, Rodrigo Cota e Juan de España di Toledo, chiamato anche El Viejo (il vecchio), che era considerato un brillante Talmudista, e che, come Diego de Valencia, anch'esso ebreo battezzato, introdusse nelle sue pasquinate termini ebraici o talmudici per deridere gli ebrei. Ci furono anche molti che, per mostrare il loro nuovo zelo, perseguitarono i loro ex correligionari, scrivendo libri contro di loro e denunciando alle autorità quelli che desideravano tornare alla fede dei loro padri, come avvenne frequentemente a Valencia, Barcellona e in molte altre città (Isaac b. Sheshet, Responsa, No. 11).

### Convertiti solo esteriormente, per necessità
La seconda categoria consisteva di coloro che conservarono come cosa preziosa l'amore per la fede giudaica nella quale erano cresciuti. Essi preservarono le tradizioni dei loro padri e, nonostante le importanti posizioni che occupavano, frequentavano in segreto la sinagoga e combatterono e soffrirono per la religione degli avi. Molti dei marrani più facoltosi di Aragona appartenevano a questa categoria, compresi: gli Zaporta di Monzón, che erano imparentati per matrimonio alla casa reale d'Aragona; i Sánchez, figli di Alazar Yusuf di Saragozza, che si sposarono con i Caballeria e i Santángel; i ricchissimi Espe; i Paternoy, che giunsero dalle vicinanze di Verdun per stabilirsi in Aragona; i Clemente, figli di Moses Chamoro; i Villanova di Calatayud; i Coscón; i Bruno; i Cartiglia(no); i Brondo e altri.

### Convertiti solo formalmente, per forza maggiore
La terza categoria, che era di gran lunga anche la più numerosa, comprendeva quelli che cedettero alle circostanze, ma nella vita privata rimasero ebrei e colsero la prima opportunità di affermare apertamente la loro vera fede. Essi non portarono volontariamente i loro figli al fonte battesimale; se obbligati a fare ciò, al ritorno a casa lavavano il punto in cui era stata versata l'acqua del battesimo. Non mangiavano carne di maiale, celebravano la Pasqua ebraica e portavano l'olio alla sinagoga. 
()

## Critiche al cripto-giudaismo
Il cripto-giudaismo dei conversos è stato messo in dubbio da parte della storiografia più recente. Lo storico statunitense Norman Roth nel suo Conversos, Inquisition, and the Expulsion of the Jews from Spain ha sostenuto la falsità di questa accusa al fine di ribaltare completamente la visione classica che si ha dei conversos: essi, a suo dire, in maggioranza, si sarebbero convertiti sinceramente al Cristianesimo. I motivi per cui i conversos sarebbero stati perseguitati sono da ricercare nel fatto che spesso molti di loro trassero vantaggio dalla nuova condizione di cristianos nuevos. Alcuni, grazie alla conversione, poterono accedere alle alte cariche ecclesiastiche (si veda il caso di Pablo de Santa María, arcivescovo di Toledo). Il successo dei conversos e l'arroganza di una parte di essi attirò l'odio dei "vecchi cristiani", che iniziarono ad elaborare delle teorie sulla purezza del sangue (base ideologica degli statuti di limpieza de sangre promulgati agli inizi del XVI secolo in Spagna) per poter distinguere i "veri" cristiani dai "falsi" (di qui il nomignolo di marranos).

## La posizione degli ebrei nei confronti deiconversos
La storiografia ha offerto due posizioni contrastanti degli ebrei riguardo ai conversos:
- La prima vuole che gli ebrei abbiano solidarizzato con i marrani, giudicandoli con indulgenza; in Italia una speciale preghiera veniva offerta per loro ogni Sabbath, chiedendo che "Dio onnipotente li guidi dall'oppressione alla libertà, dal buio alla luce della religione".
Ai marrani che vivevano in segreta conformità alla legge ebraica, i rabbini applicavano il passaggio talmudico: "Anche se ha peccato, deve essere ancora considerato un ebreo"; e un anús, che avesse colto la prima opportunità di recarsi in una nazione straniera e professare apertamente il giudaismo, poteva agire come testimone in questioni religiose in base alla legge rabbinica.
- La seconda, invece, ribalta totalmente il precedente punto di vista; infatti gli ebrei collaborarono attivamente alla persecuzione dei conversos. Essi etichettarono i cristianos nuevos come meshumadim (ossia "ebrei apostati"), e iniziarono a contrastarli, non tanto perché rei di aver abbandonato l'ebraismo, ma per aver tradito tutto il popolo ebraico.

## In Spagna
Il grande numero di marrani, così come la loro ricchezza e influenza, fecero crescere l'invidia e l'odio della popolazione, che veniva incitata dal clero contro di loro, in quanto cristiani non credenti ed ipocriti. I neo-cristiani erano odiati molto più che gli ebrei ed erano perseguitati con la stessa durezza con cui lo erano stati gli ebrei stessi. La prima rivolta contro di essi esplose a Toledo nel 1449 e venne accompagnata da omicidi e saccheggi. Istigata da due canonici, Juan Alfonso e Pedro López Gálvez, la folla saccheggiò e diede fuoco alla casa di Alonso Cota, un marrano benestante, e guidata da un manovale attaccò similarmente le residenze dei neo-cristiani facoltosi del quartiere de La Magdelena. I marrani, capeggiati da Juan de la Cibdad, si opposero alla folla, ma vennero respinti e, assieme al loro capo, appesi per i piedi. Come conseguenza immediata di questa rivolta, i marrani Lope e Juan Fernández Cota, i fratelli Juan, Pedro e Diego Núñez, Juan López de Arroyo, Diego e Pedro González, Juan González de Illescas e molti altri, vennero deposti dal loro incarico in obbedienza ad un nuovo statuto.
Un altro attacco venne fatto ai danni dei neo-cristiani di Toledo nel luglio 1467. Il capo magistrato ("alcalde mayor") della città era Álvaro Gómez de Cibdad Real, che era stato segretario privato di re Enrico IV di Castiglia, e che, se non egli stesso un "converso", come è probabile, era almeno un protettore dei neo-cristiani. Egli, assieme agli eminenti marrani Fernando e Álvaro de la Torre, desiderava vendicarsi di un insulto inflitto dai Conti di Fuensalida, capi dei cristiani, e prendere il controllo della città. Ne scaturì un conflitto selvaggio. Le case dei neo-cristiani vicine alla cattedrale vennero incendiate dagli avversari, la conflagrazione si diffuse così rapidamente che 1.600 case vennero arse dal fuoco, compreso il palazzo di Diego Gómez. Molti cristiani e molti marrani perirono nelle fiamme o furono uccisi; i fratelli De la Torre vennero catturati e impiccati.

### Rivolte a Cordova
L'esempio portato da Toledo venne imitato sei anni dopo da Cordova, città nella quale cristiani e marrani formavano due partiti in lotta. Il 14 marzo 1473, durante una processione in onore della dedica di una società formata dal fanatico vescovo Don Pedro, e dalla quale vennero esclusi tutti i conversos, sembra che una ragazzina avesse gettato accidentalmente dell'acqua sporca dalla finestra della casa di uno dei più ricchi marrani della città, acqua che andò a finire sull'immagine della Vergine. A migliaia si unirono immediatamente nel grido di vendetta che venne sollevato da un fabbro, di nome Alonso Rodríguez; la folla rapace si gettò subito sui marrani, denunciandoli come eretici, uccidendoli, saccheggiandone e incendiandone le case. Per fermare questi eccessi, Don Alonso Fernández de Aguilar, la cui moglie apparteneva alla famiglia marrana dei Pacheco, assieme al fratello Don Gonzalo Fernández de Córdoba ("el gran Capitán"), gloria dell'esercito spagnolo, e a un gruppo di soldati, si affrettò per proteggere i neo-cristiani.
Don Alonso invitò la folla a ritirarsi, ma invece di obbedire, il fabbro insultò il Conte, che immediatamente lo abbatté con la sua lancia. La gente, accecata dal fanatismo, guardò al capopopolo ucciso come ad un martire. Incitata dal nemico di Alonso de Aguilar, il cavaliere Diego de Aguayo, la folla prese le armi e attaccò nuovamente i marrani. Ci furono stupri e uomini, donne e bambini vennero uccisi senza pietà. Il massacro e il saccheggio durarono per tre giorni; gli scampati trovarono rifugio nel castello dove anche i loro protettori avevano dovuto ritirarsi. Venne quindi decretato che, allo scopo di prevenire il ripetersi di tali eccessi, nessun marrano doveva più vivere a Cordova o nelle sue vicinanze, ne doveva mai più ricoprire un incarico pubblico.
Come per la persecuzione degli ebrei nel 1391, l'attacco ai marrani del 1473 si diffuse ad altre città. A Montoro, Bujalance, Adamuz, La Rambla, Santaella e altrove, essi vennero uccisi e le loro case saccheggiate. A Jaén la popolazione era così risentita nei loro confronti che il conestabile Miguel Lucas de Iranzo, che si impegnò a proteggerli, venne ucciso lui stesso in chiesa dai capi dei rivoltosi (21/22 marzo). I marrani vennero attaccati selvaggiamente anche dalle popolazioni di Andújar, Úbeda, Baeza e Almodóvar del Campo. A Valladolid la popolazione si accontentò di saccheggiare i neo-cristiani, ma a Segovia il massacro fu feroce (16 maggio 1474). Qui l'attacco, istigato da Don Juan Pacheco, egli stesso membro di una famiglia marrana, fu terribile; i cadaveri giacevano accatastati in tutte le strade e le piazze, non un neo-cristiano sarebbe scampato se non fosse stato per l'interferenza dell'alcalde Andrés de Cabrera. A Carmona tutti i marrani vennero uccisi.

### Introduzione dell'Inquisizione
L'introduzione dell'inquisizione spagnola venne duramente contrastata dai marrani di Siviglia e di altre città della Castiglia, in particolare dell'Aragona, dove essi rendevano un notevole servizio al re e occupavano importanti posizioni legali, finanziarie e militari. Allo stesso modo in cui Don Miguel Lucas de Iranzo, Connestabile di Castiglia, era stato ucciso nella cattedrale di Jaén, l'inquisitore Pedro d'Arbués venne assassinato dodici anni dopo nella cattedrale di Saragozza, il primo dai cristiani, quest'ultimo dai marrani. Gli assassini di De Iranzo rimasero a piede libero, mentre quelli dell'inquisitore vennero puniti crudelmente. Assieme all'introduzione dell'inquisizione, venne emanato un editto secondo cui gli ebrei dovevano vivere all'interno del loro ghetto e restare separati dai marrani.
Nonostante la legge, comunque, gli ebrei rimasero in contatto con i loro fratelli neo-cristiani. "Essi cercarono modi e mezzi per strapparli al cattolicesimo e riportarli al giudaismo. Essi istruirono i marrani nei fondamenti e nelle cerimonie della religione ebraica; tennero incontri, nei quali gli insegnavano cosa dovevano credere e osservare secondo la legge mosaica; e permisero loro di circoncidere sé e i propri figli. Fornirono loro dei libri di preghiere; spiegarono i giorni di digiuno; lessero con loro la storia del loro popolo e della sua legge; gli annunciarono la venuta della Pasqua ebraica; procurarono del pane non lievitato per le loro festività, oltre a carne kosher durante tutto l'anno; li incoraggiarono a vivere in conformità alle leggi di Mosè, e li persuasero che non c'era né legge né verità ad eccezione della religione ebraica". Tutte queste accuse vennero mosse contro gli ebrei nell'editto emanato da Ferdinando II d'Aragona e Isabella I di Castiglia, ciò costituì le basi per la loro espulsione dalla nazione. Il decreto di espulsione incrementò materialmente il numero, già considerevole, di quelli che acquistarono un prolungamento del soggiorno nelle loro case tramite l'accettazione del battesimo.

## In Portogallo
I marrani portoghesi, o Cristãos Novos, si strinsero più saldamente e con più fede dei loro fratelli spagnoli alla religione dei loro padri, sopportando le torture più terribili in nome della loro fede. Lo studioso Simon Mimi di Lisbona, che non rinunciò al giudaismo nemmeno in prigione, sua moglie, i suoi generi e altri marrani vennero racchiusi in un muro costruito loro attorno, che arrivava fino ai loro colli. I prigionieri vennero lasciati per tre giorni in questa condizione di agonia. Poiché non cedevano, i muri vennero abbattuti dopo che sei delle vittime erano morte e Mimi venne trascinato per la città e ucciso. Due marrani che servivano come guardiani della prigione seppellirono il corpo del martire nel cimitero ebraico a rischio della loro vita (Abraham Saba, Ẓeror ha-Mor, p. 105b; Grätz, Gesch. viii, p. 398).
Samuel Schwartz all'inizio del XX secolo scoprì alcune comunità di marrani nel Portogallo nord-orientale (precisamente a Belmonte, Miranda do Douro e Chaves, tra le altre) che erano riusciti a sopravvivere per più di quattrocento anni senza essere stati completamente assimilati dalla vecchia popolazione cristiana.

### Il massacro di Lisbona
I portoghesi odiavano i marrani più di quanto odiassero gli ebrei, considerandoli né cristiani, né ebrei, ma atei ed eretici. Più di un portoghese preferiva la morte piuttosto che essere curato da un medico marrano. L'odio provato per i marrani, che era stato represso per lungo tempo, esplose a Lisbona. Il 17 aprile 1506, vennero scoperti diversi marrani che possedevano "alcuni agnelli e pollame preparato secondo gli usi ebraici; oltre a pane non lievitato ed erbe amare, secondo le regole della Pasqua ebraica, la cui festività celebravano a notte fonda". Alcuni di loro vennero catturati ma rilasciati dopo pochi giorni. La popolazione, che si aspettava di vederli puniti, giurò vendetta. Nello stesso giorno in cui i marrani vennero liberati, i domenicani mostrarono in una cappella laterale della loro chiesa, dove erano presenti diversi neo-cristiani, un crocifisso e un reliquiario di vetro dal quale usciva una luce particolare. Un neo-cristiano, che fu così incauto da spiegare questo miracolo come dovuto a cause naturali, venne trascinato fuori dalla chiesa e ucciso da una donna infuriata. Un domenicano incitò ulteriormente la popolazione; e altri due, crocifisso alla mano, girarono per le strade della città gridando "Eresia!" e invitando la gente a distruggere i marrani.
Tutti i neo-cristiani trovati nelle strade vennero uccisi, ne seguì un terribile massacro. Più di 500 marrani vennero uccisi e bruciati il primo giorno; le scene di uccisione furono ancor più atroci il giorno seguente. Le vittime innocenti della furia popolare, giovani e vecchi, vivi e morti, vennero trascinate fuori dalle loro case e gettate sulle pire. Anche cristiani che in qualche modo somigliavano ai marrani vennero uccisi. Tra le ultime vittime, e più odiata di tutte, ci fu l'esattore delle tasse João Rodrigo Mascarenhas, uno dei marrani più facoltosi e distinti di Lisbona; la sua casa venne completamente demolita. In questo modo, almeno 2.000 marrani perirono nel giro di 48 ore. Re Manuele punì severamente gli abitanti della città. I capipopolo vennero impiccati o squartati, i domenicani che avevano dato il via alla rivolta vennero garrotati e arsi. Tutte le persone condannate per omicidio o saccheggio vennero punite corporalmente e le loro proprietà confiscate, mentre la libertà di religione venne garantita ai marrani per vent'anni.
I neo-cristiani del Portogallo, che si distinguevano per il loro sapere, i loro commerci e le loro imprese bancarie, ma erano molto odiati, disprezzati e malignati dai cristiani, furono spinti a serbare migliori speranze per il futuro dall'apparire di un ebreo straniero, David Re'ubeni. Non solo questi venne invitato da Re Giovanni a visitare il Portogallo, ma come appare da una lettera del 10 ottobre 1528 di Don Martín de Salinas all'infante Don Fernando, fratello dell'imperatore Carlo I di Spagna, egli ricevette anche il permesso "di predicare la legge di Mosè" (Boletin Acad. Hist. xlix, p. 204). I marrani consideravano Re'ubeni come il loro salvatore e Messia. Anche i neo-cristiani di Spagna udirono la lieta notizia; alcuni di essi si misero in viaggio alla sua ricerca. L'esultanza durò per qualche tempo. L'imperatore Carlo inviò addirittura diverse lettere al suo reale fratellastro sull'argomento. Nel 1528, mentre Re'ubeni era ancora in Portogallo, alcuni marrani spagnoli scapparono a Campo Mayor e liberarono con la forza una donna imprigionata dall'inquisizione a Badajoz. Si sparse improvvisamente la voce che i marrani dell'intero regno si erano uniti per fare causa comune. Ciò aumentò l'odio della popolazione, i neo-cristiani vennero attaccati a Gouvea, Alentejo, Olivença, Santarém e in altri luoghi, mentre nelle Azzorre e sull'isola di Madera vennero massacrati. Questi eccessi portarono il re a credere che l'inquisizione portoghese fosse il modo più efficace di soddisfare la furia popolare.
I marrani portoghesi condussero una lunga e aspra lotta contro l'introduzione del tribunale e spesero somme immense, con alcuni risultati soddisfacenti, per portare dalla loro parte la curia e i cardinali più influenti. I sacrifici fatti dai neo-cristiani spagnoli e portoghesi furono stupefacenti. Gli stessi marrani che da Toledo avevano istigato la rivolta dei comuni nel 1515, Alfonso Gutierrez, Garcia Alvarez "el Rico" e gli Zapata, offrirono attraverso i loro rappresentanti 80.000 corone d'oro all'imperatore Carlo V se egli avesse mitigato la durezza dell'Inquisizione (REJ xxxvii, p. 270 et seq.). Tutti questi sacrifici comunque, in particolare quelli fatti dai Mendes di Lisbona e delle Fiandre, non furono in grado di impedire o ritardare l'introduzione del Sant'Uffizio in Portogallo. I marrani vennero consegnati alla furia popolare e all'Inquisizione. A Trancoso e Lamego, dove vivevano molti marrani benestanti, a Miranda, Viseu, Guarda, Braga e altrove essi vennero rapinati e uccisi. A Covilhã la gente progettò il massacro di tutti i neo-cristiani in un giorno e per ottenere ciò più facilmente i prelati richiesero alle Cortes nel 1562 che ai marrani fosse richiesto di indossare uno speciale distintivo e che agli ebrei delle città e dei villaggi venisse ordinato di tornare a vivere nei ghetti.

## La dispersione e l'Italia
I marrani, che erano costantemente minacciati e perseguiti dall'inquisizione, cercarono in ogni modo di lasciare il Paese, sia in gruppi che come singoli rifugiati. Molti di loro fuggirono in Italia, attratti dal clima che ricordava quello della penisola Iberica e dalla lingua simile. Alcuni si insediarono a Ferrara, il Duca Ercole I d'Este garantì dei privilegi, che vennero confermati dal figlio Alfonso I, a ventuno marrani spagnoli, medici, mercanti e altri (ib. xv. 113 et seq.).
Marrani portoghesi e spagnoli si stabilirono anche a Firenze; i neo-cristiani contribuirono a far di Livorno un importante porto marittimo. Ottennero dei privilegi a Venezia, dove vennero protetti dalle persecuzioni dell'inquisizione. A Milano portarono materialmente avanti gli interessi della città grazie alle loro arti e commerci, anche se João de la Foya ne catturò e rapinò molti in tale regione. A Bologna, Pisa, Napoli, Reggio Emilia e in molte altre città italiane esercitarono liberamente la loro religione e furono ben presto così numerosi che Fernando de Goes Loureiro, un abate di Porto, riempì un intero libro con i nomi dei marrani che avevano ritirato grandi somme dal Portogallo e abbracciato apertamente il giudaismo in Italia. In Piemonte il duca Emanuele Filiberto di Savoia accolse i marrani di Coimbra, Pablo Hernando, Ruy López e Rodríguez, assieme alle loro famiglie e concesse loro dei privilegi sui commerci e sulle manifatture, oltre al libero esercizio della religione. Anche Roma fu una destinazione dei marrani. Papa Paolo III li ricevette ad Ancona per motivi commerciali e concesse libertà completa "a tutte le persone dal Portogallo e dall'Algarve, anche se appartenenti alla classe dei neo-cristiani". Tremila ebrei e marrani portoghesi vivevano ad Ancona nel 1553.
Due anni dopo papa Paolo IV emanò degli ordini per far sì che tutti i marrani venissero gettati in prigione dall'inquisizione che aveva istituito. Sessanta di loro, che riconobbero la fede cattolica come penitenti, vennero trasportati sull'isola di Malta o inviati ai remi delle galere; ventiquattro, che non vollero "riconciliarsi" e restarono fedeli al ritorno al giudaismo, vennero strangolati e bruciati al rogo in pubblico (maggio 1556); quelli che sfuggirono all'inquisizione vennero accolti a Pesaro dal duca di Urbino Guidobaldo II della Rovere. Il porto di Ancona cadde in disgrazia e grandi furono le perdite economiche per la città tanto che si sentirono le conseguenze anche a Roma, grazie al boicottaggio commerciale organizzato da Grazia Nasi. Tempo dopo il duca, deluso nella sua speranza di vedere tutti gli ebrei e i marrani di Turchia scegliere Pesaro come centro commerciale, espulse (9 luglio 1558) i neo-cristiani da Pesaro e da altri distretti (ib. xvi. 61 et seq.). Molti marrani vennero attratti da Ragusa in Dalmazia, un tempo notevole porto di mare. Nel maggio 1544 vi sbarcò una nave carica esclusivamente di rifugiati portoghesi, come Balthasar de Faria riportò a re Giovanni.

## In Francia
Nello stesso periodo i marrani cercavano rifugio anche oltre i Pirenei, stabilendosi a Saint-Jean-de-Luz, Tarbes, Bayonne, Bordeaux, Marsiglia e Montpellier. Essi vivevano in apparenza come cristiani; venivano sposati da preti cattolici; facevano battezzare i propri figli e si dichiaravano cattolici in pubblico. In segreto, comunque, circoncidevano i loro bambini, rispettavano come potevano il Sabbath e gli altri giorni di festa e pregavano assieme. Re Enrico III di Francia confermò i privilegi loro concessi da Enrico II di Francia, li protesse contro calunnie ed accuse come quelle che un certo Ponteil mosse contro di loro. I marrani portoghesi e spagnoli fecero richiesta a Enrico IV di Francia di permetter loro di emigrare in Francia, dicendo che se avesse acconsentito, un gran numero dei loro compagni sofferenti, "uomini buoni tutti quanti", avrebbe scelto la Francia come residenza; ma molti neo-cristiani che entrarono in territorio francese furono costretti ad abbandonarlo dopo un breve periodo. Sotto Luigi XIII di Francia i marrani di Bayonne vennero assegnati al sobborgo di Saint Esprit. A Saint Esprit, così come a Peyrehorade, Bidache, Orthez, Biarritz e Saint-Jean-de-Luz essi abbracciarono gradualmente e apertamente il giudaismo. Nel 1640 diverse centinaia di marrani, considerati essere ebrei, vivevano a Saint-Jean de Luz; a Saint Esprit esisteva una sinagoga già nel 1660.

## Nelle Fiandre e nei Paesi Bassi
I marrani si rivolsero principalmente anche alle Fiandre, attratti dalle sue città fiorenti, come Anversa, dove si insediarono molto presto, e Bruxelles. Prima della fine del XVI secolo, i marrani portoghesi, sotto la guida di Jacob Tirado, arrivarono ad Amsterdam. Molti altri li seguirono e la città venne chiamata la nuova Gerusalemme, mentre centinaia di famiglie neo-cristiane si insediarono a Rotterdam. I marrani delle Fiandre e altri diretti dalla penisola iberica, si recarono in guisa di cattolici ad Amburgo e Altona (attorno al 1580), dove stabilirono relazioni commerciali con le loro vecchie nazioni. Cristiano IV di Danimarca invitò alcune famiglie neo-cristiane a stabilirsi a Glückstadt attorno al 1626, garantendo certi privilegi ai marrani che si recarono a Emden attorno al 1649.
Numerosi marrani, comunque, rimasero in Spagna e Portogallo, nonostante la massiccia emigrazione e il destino di innumerevoli vittime dell'inquisizione. I neo-cristiani del Portogallo respirarono maggiormente quando Filippo III di Spagna salì al trono e per legge (4 aprile 1601) concesse loro il privilegio della vendita illimitata delle loro proprietà terriere, oltre alla libera partenza dalla nazione per sé, le loro famiglie e i loro beni. Molti, avvalendosi di questo permesso, seguirono i propri correligionari in Africa e in Turchia. Dopo pochi anni i privilegi vennero revocati e l'inquisizione riprese la sua attività, ma i portoghesi che non erano stati accecati dal fanatismo percepirono che nessuna misura coercitiva poteva indurre i marrani a lasciare la religione dei loro padri.
Singoli neo-cristiani come Antonio Fernández Carvajal e diversi altri da Spagna, Amburgo e Amsterdam, si recarono a Londra, altre famiglie si diffusero in Brasile, dove i marrani si erano insediati già in precedenza, e in altre nazioni americane. La migrazione verso Costantinopoli e Salonicco, dove i rifugiati si erano insediati dopo l'espulsione dalla Spagna, così come verso Serbia, Romania, Bulgaria e addirittura Vienna e Timișoara, continuò fino alla metà del XVIII secolo.